# LEDA 2821855
LEDA 2821855(4C +72.26)는 용자리 방향으로 약 11억 5,260만 광년 떨어진 타원 은하이다. 중심에 초대질량 블랙홀이 존재한다. 초대질량 블랙홀 때문에 폭발적 항성생성이 일어난다.